# Straßenbahn Pilsen
Die Straßenbahn Pilsen ist das Rückgrat des öffentlichen Personennahverkehrs in Pilsen (tschechisch: Plzeň), der viertgrößten Stadt Tschechiens. Obwohl das Straßenbahnnetz zu den kleineren Netzen in Tschechien gehört, übernimmt die Straßenbahn in Pilsen 45 Prozent des ÖPNV.

## Linien
Heute sind drei Linien in Betrieb.
| Linie | Strecke                            |
| ----- | ---------------------------------- |
| 1     | Bolevec–Innenstadt–Slovany         |
| 2     | Skvrňany–Innenstadt–Světovar       |
| 4     | Košutka–Innenstadt–Bory–Univerzita |
| X     | fährt ins Depot Slovany            |

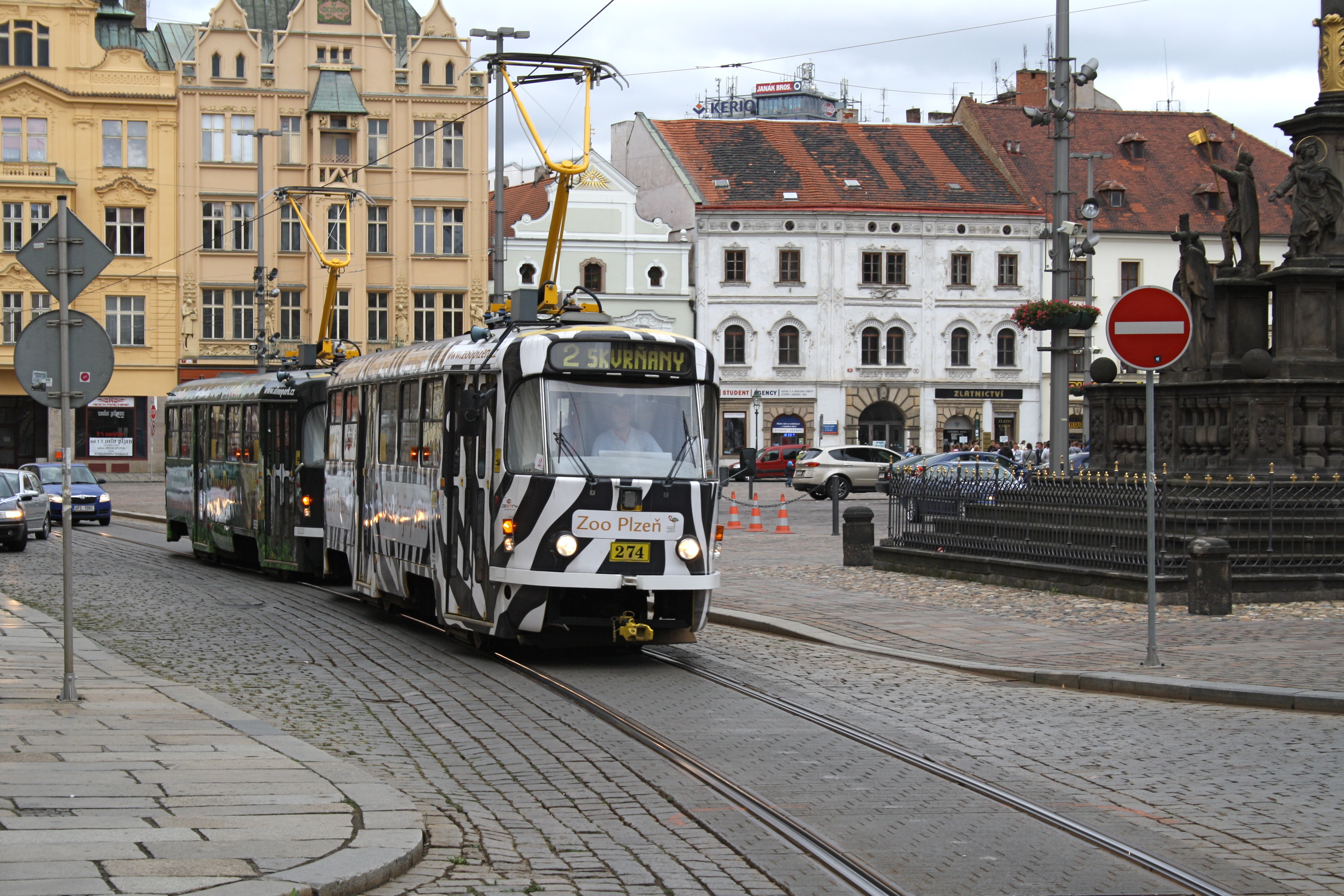
Tatra T3P mit Vollwerbung auf der Linie 2 am Hauptmarkt, 2009

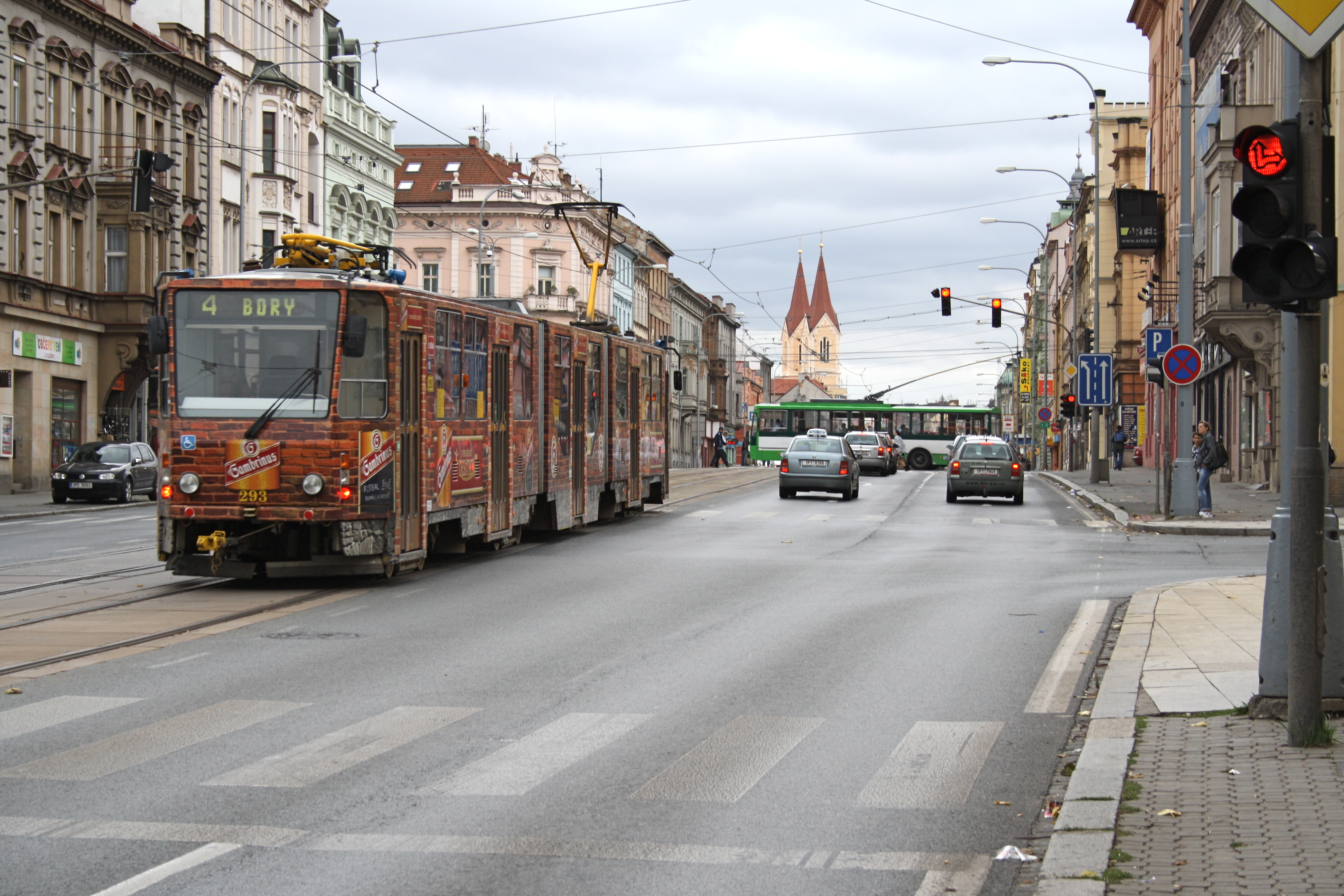
Tatra KT8D5 auf der Linie 4 in der Klatovská-Straße, im Hintergrund ein Oberleitungsbus

Bis in die 1990er-Jahre verkehrte die Linie 3 auf der Strecke Skvrňany (Malesická–Škoda-Werk)–Innenstadt–Košutka. Bereits früher wurde die Linie 5 eingestellt, die die Strecke Skvrňany (Malesická–Škoda-Werk)–Innenstadt–Bolevec befuhr. Beide Linien dienten hauptsächlich zur Beförderung von Arbeitern des Škoda-Werks in Zeiten des Schichtwechsels.
Das Straßenbahndepot und die Betriebswerkstätte liegen im Stadtteil Slovany im Südosten der Stadt und können über die Endstationen der Linien 1 beziehungsweise 2 angefahren werden. Die Spurweite beträgt 1435 mm. Die Streckenlänge beträgt 16,9 Kilometer, die Gesamtlänge der drei Linien misst 25,6 Kilometer. Eingesetzt werden 117 Triebwagen (Stand 2001).

## Geschichte
Infolge der Industrialisierung am Ende des 19. Jahrhunderts wuchs Pilsen so stürmisch, dass dringend eine Verbesserung der Verkehrsverhältnisse nötig war. Die erste Straßenbahn verkehrte in Pilsen im Jahr 1899. Große Verdienste um die Realisierung hatte der in Pilsen wirkende Industrielle und Techniker František Křižík, der die ersten Pläne ausarbeitete und dessen Betrieb dann teilweise in Zusammenarbeit mit Škoda die Strecken aufbaute. Es entstanden zunächst drei eingleisige Strecken, auf denen 20 Motorwagen unterwegs waren. Bereits ein Jahr später wurden fünf weitere Motorwagen und vier Beiwagen zusätzlich eingesetzt. Im Jahre 1899 wurden 800.000 Personen befördert.
In der ersten Hälfte des 20. Jahrhunderts wurden die Linien mit Nummern versehen und es wurden Wendeschleifen gebaut. Mit Beginn der Protektoratszeit wurde auf Rechtsverkehr umgestellt.
Eine besonders große Erweiterung erfuhr das Netz in den 1960er- bis 1980er-Jahren mit dem Anschluss mehrerer Neubausiedlungen.
Die letzte Erweiterung war Ende 2019 die Verlängerung der Linie 4 vom bisherigen Endpunkt Bory zur Hochschule im Stadtteil Borská Pole. Die Verlängerung war seit mehreren Jahrzehnten geplant und bedeutet eine deutlich bessere Verbindung auch für das Gewerbegebiet Borská Pole.

## Fahrzeuge

### Gegenwärtiger Bestand
Im Februar 2015 waren in Pilsen folgende Straßenbahnfahrzeuge in Betrieb:
- Tatra T3, in den Varianten Tatra T3M.0, Tatra T3R.P, Tatra T3R.PV, Tatra T3R.PLF
- Tatra KT8D5, in der Variante Tatra KT8D5R.N2P
- Škoda 03T „Astra“: Acht Wagen dieses Typs waren im April 2021 noch vorhanden – der Prototyp 300 wurde nach einem Unfall bereits im Januar 2006 verschrottet, der Prototyp 301 und das Serienfahrzeug 303 wurden am 18. März 2021 abgestellt.[2]
- Tatra K3R-NT
- VarioLF, in den Varianten VarioLFR.S, VarioLFplus, VarioLF2/2 IN

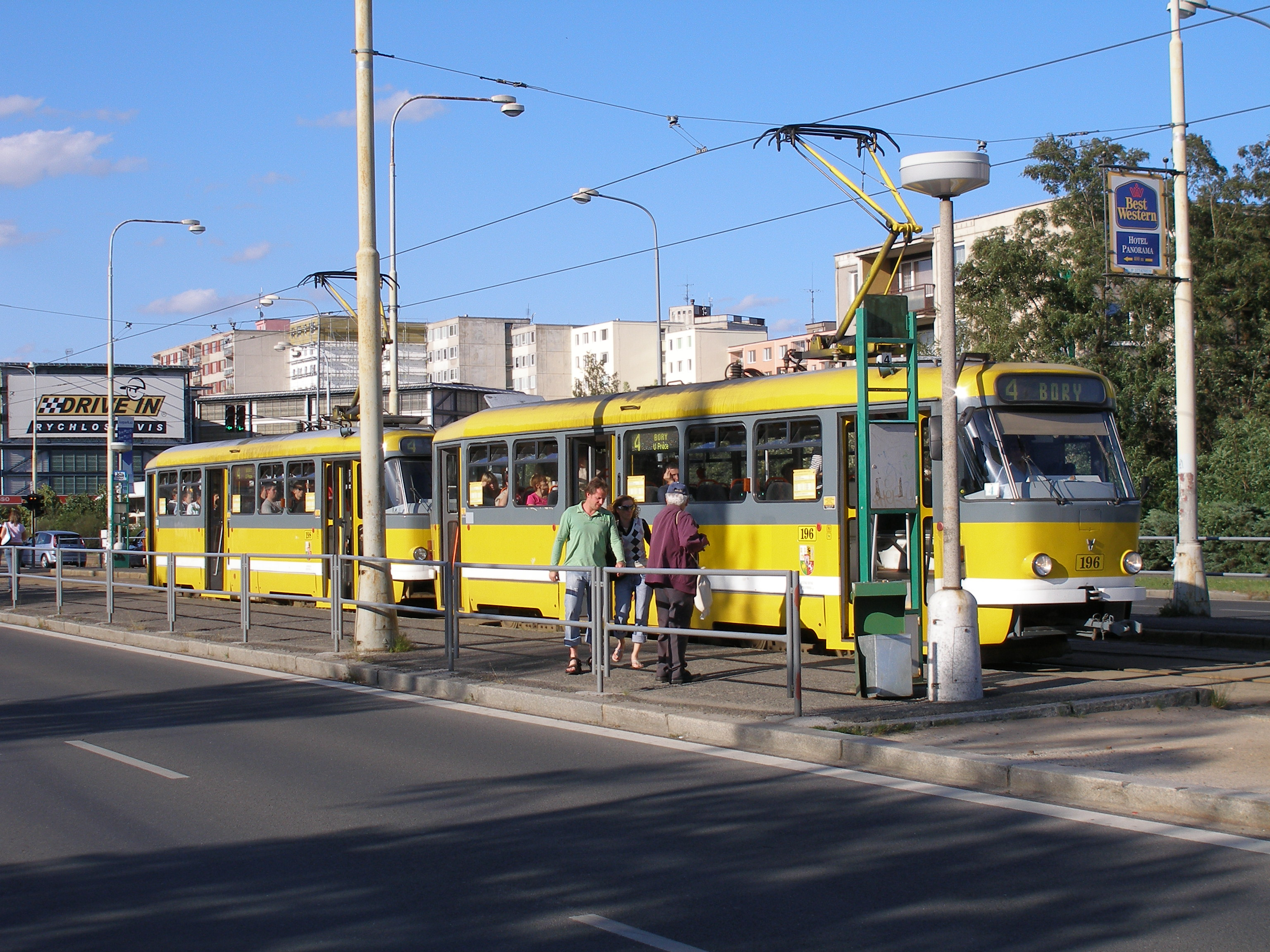
T3R.PV in der Haltestelle Sokolovská
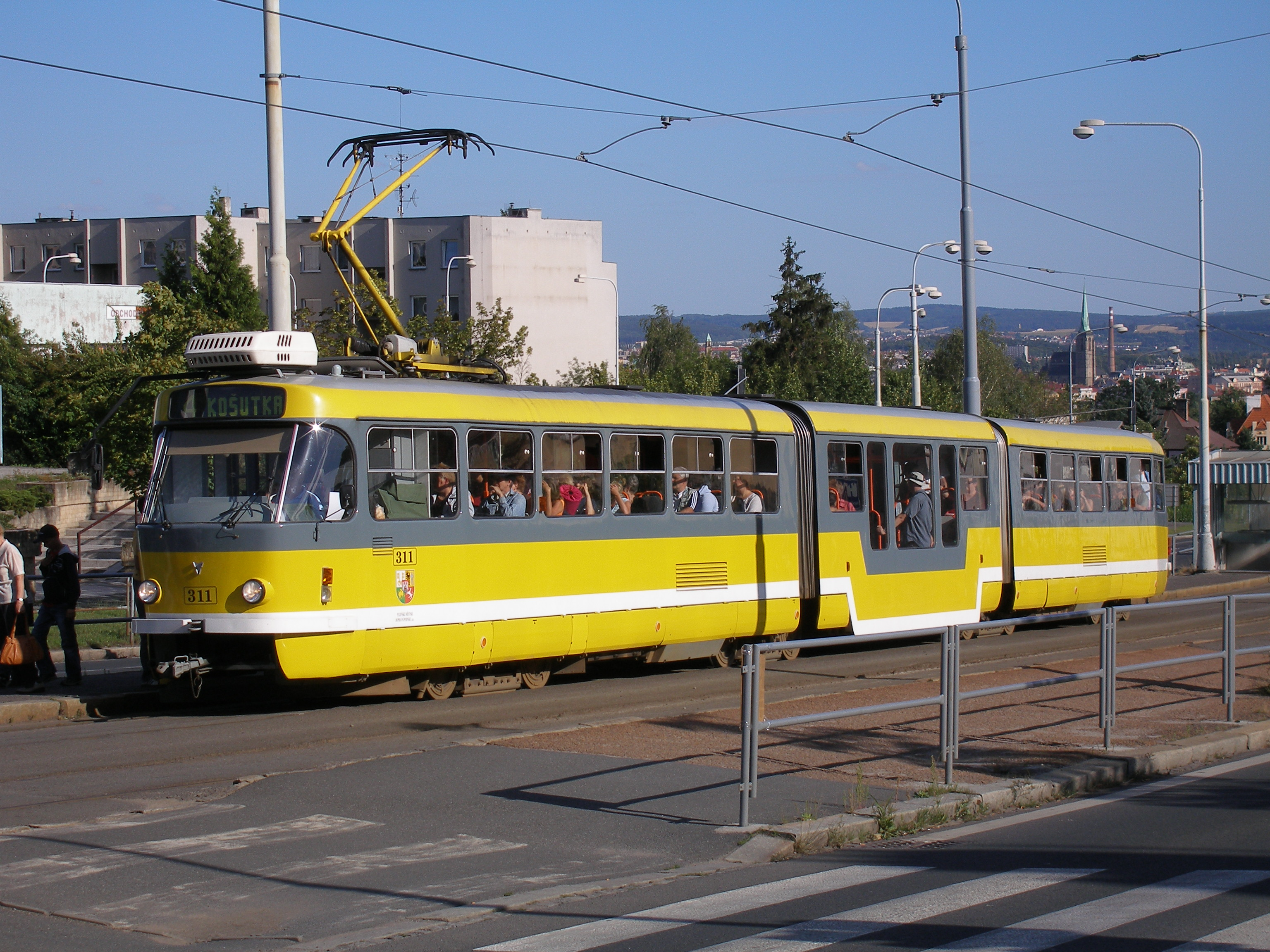
K3R-NT in der Haltestelle U Družby
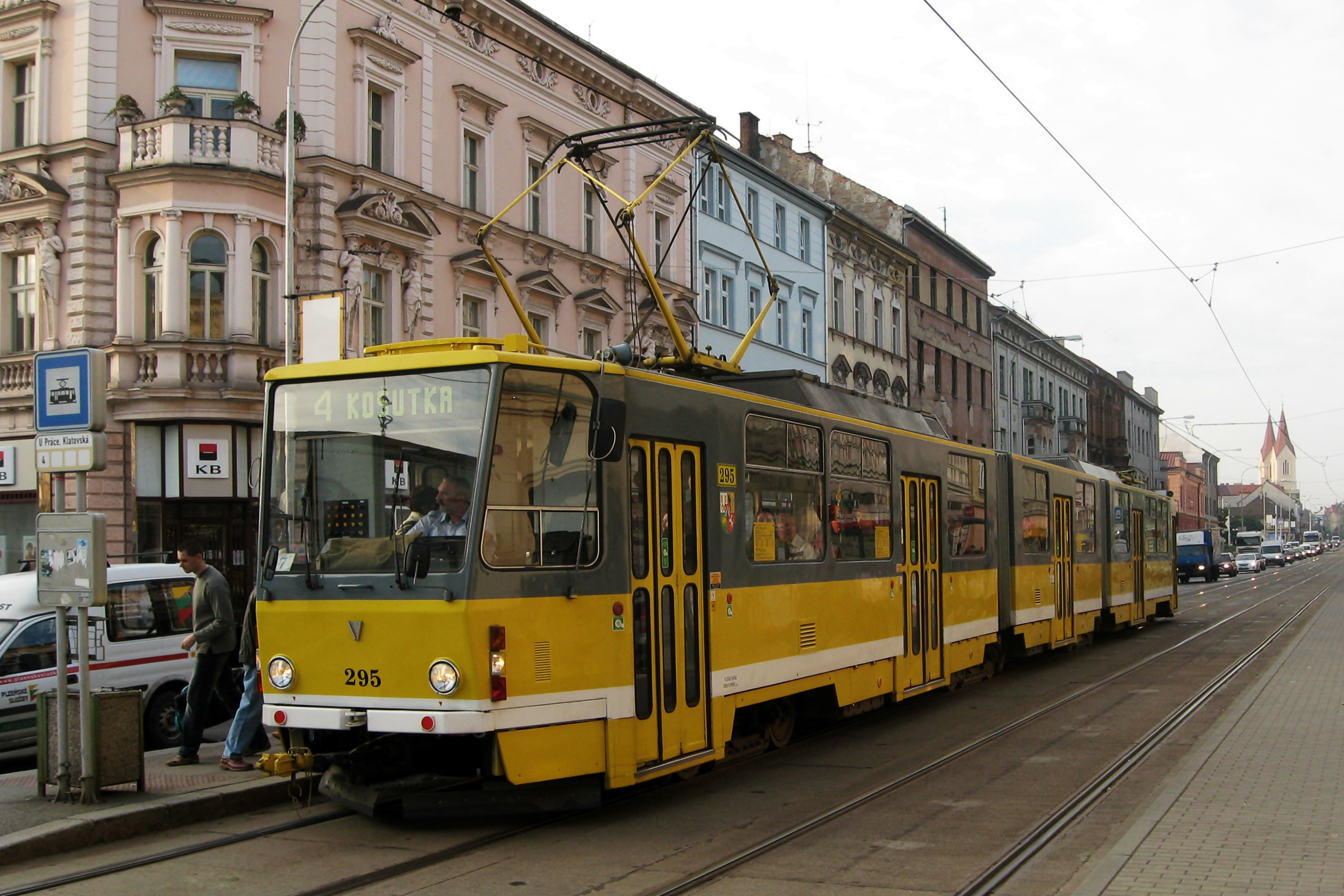
Tatra KT8D5 in der Haltestelle U Práce, Klatovská
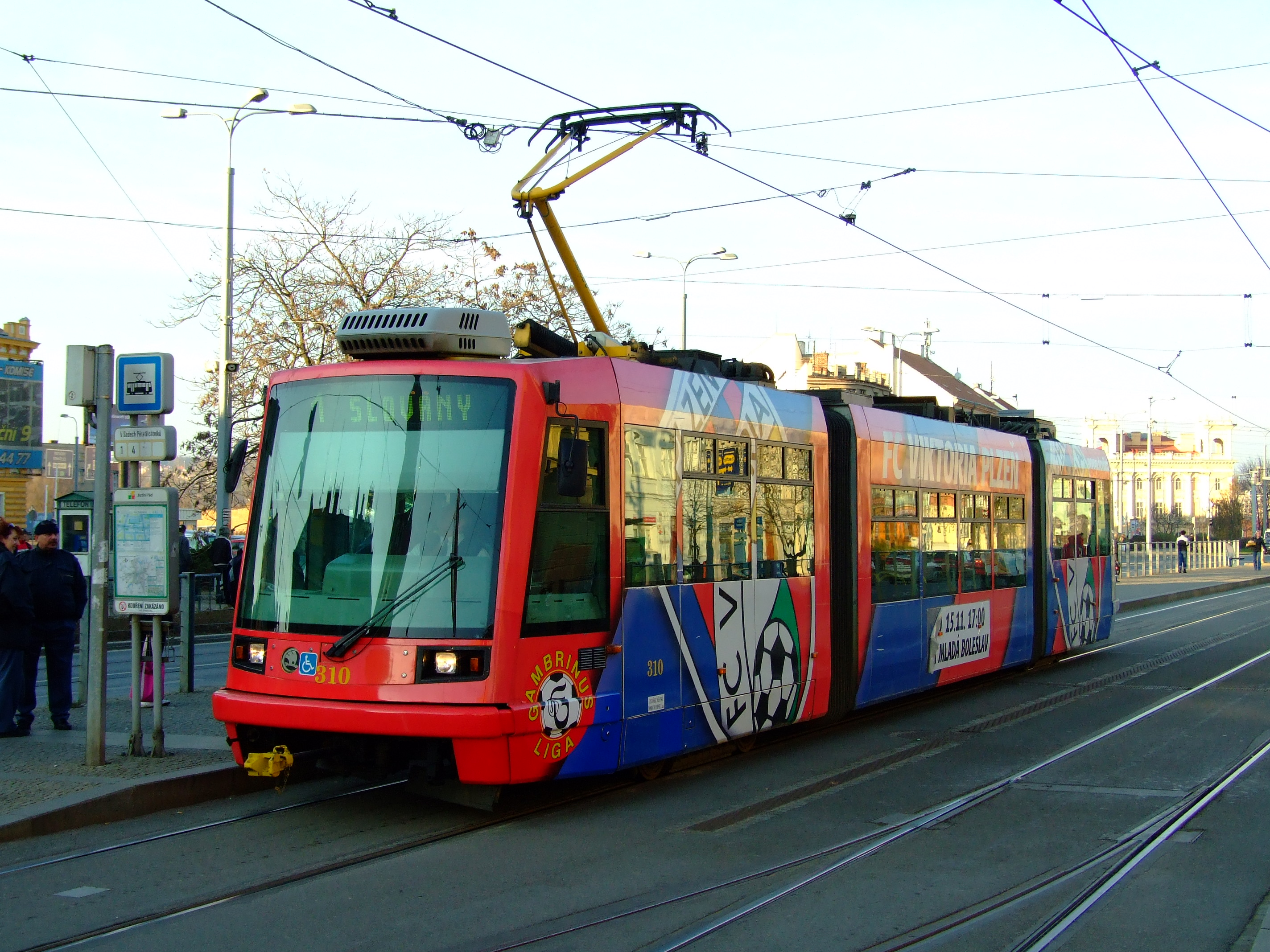
Škoda 03T in der Haltestelle Sady Pětatřicátníků
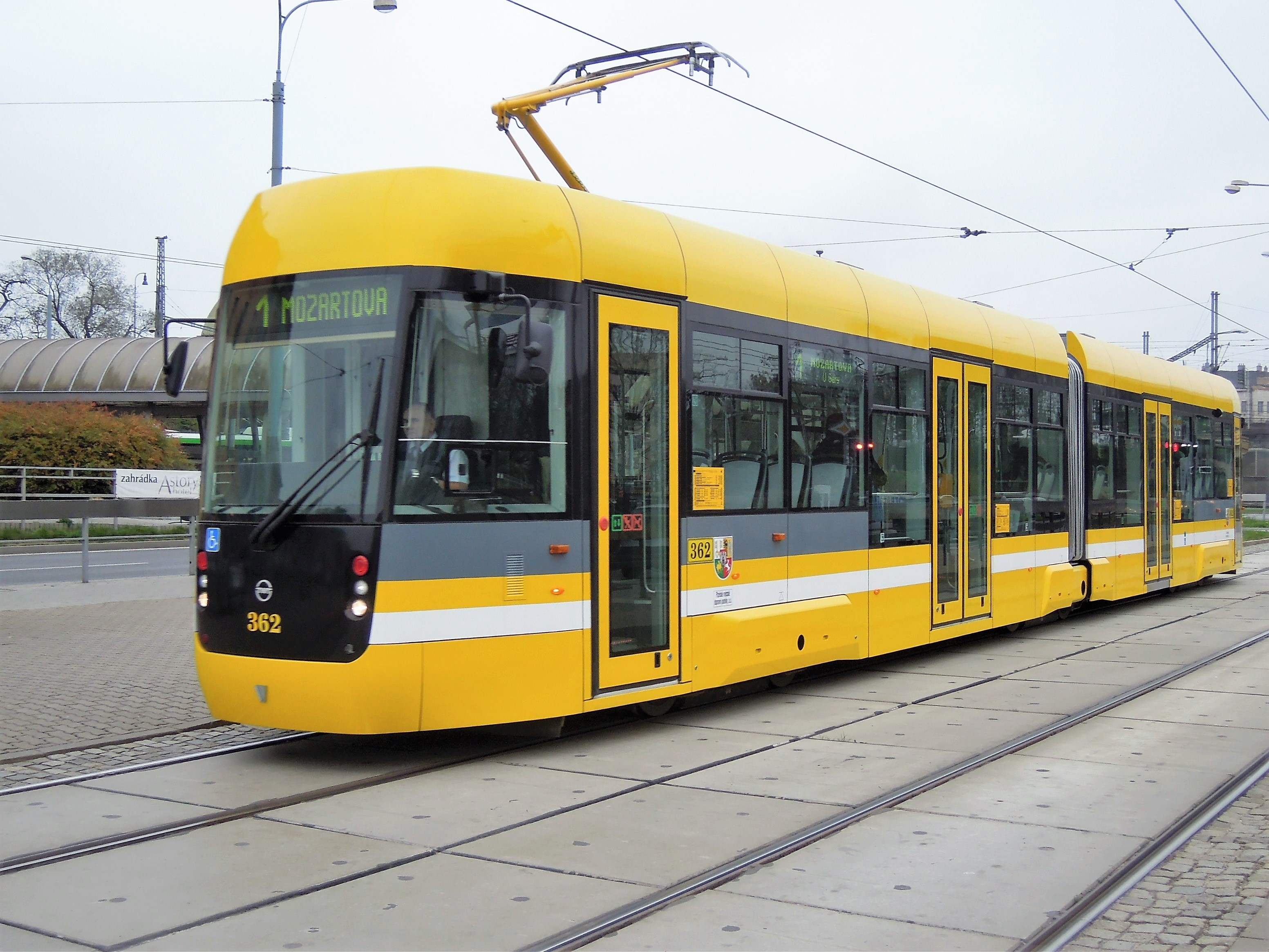
VarioLF2/2 IN

### Geplante Neuanschaffungen
Gemäß einer Vereinbarung vom November 2017 soll Pragoimex neun Fahrzeuge des Typs EVO2 liefern. Außerdem besteht eine bis zum Jahr 2022 gültige Option auf den Kauf von sieben weiteren Fahrzeuge dieses Typs. Diese niederflurigen, zweigliedrigen Einrichtungsfahrzeuge sind 21,7 m lang.
Außerdem sollen 22 Großraumfahrzeuge angeschafft werden. Sie sollen die ältesten Fahrzeuge ersetzen, welche nun bereits seit Ende der 1980er Jahre in Betrieb sind. Gemäß einer Ausschreibung vom Mai 2018 werden folgende Eigenschaften verlangt: Die Fahrzeuge sollen vollständig barrierefrei durchgängig sein und auch Stellplätze für Rollstühle bzw. Kinderwagen besitzen. Bei einer Fahrzeuglänge zwischen 28 und 33 m sollen mindestens 200 Personen befördert werden können, diesen müssen mindestens 46 Sitzplätze zur Verfügung stehen, von denen wiederum 10 stufenfrei erreichbar sein müssen. Der Anbieter muss auch eine 25-jährige Lebensdauer zusichern, bei einer Fahrleistung von 40 000 km jährlich.

## Historische Straßenbahnwagen
Die Verkehrsbetriebe besitzen vier historische Wagen:
- Brožík-Zeman-Křižík-Wagen aus dem Jahr 1899, 1991 zum staatlichen Kulturdenkmal erklärt
- einen Tatra T1 aus dem Jahr 1956
- einen Tatra T2R aus dem Jahr 1958, 2007 von der Straßenbahn Liberec übernommen
- einen Tatra T3 aus dem Jahr 1976

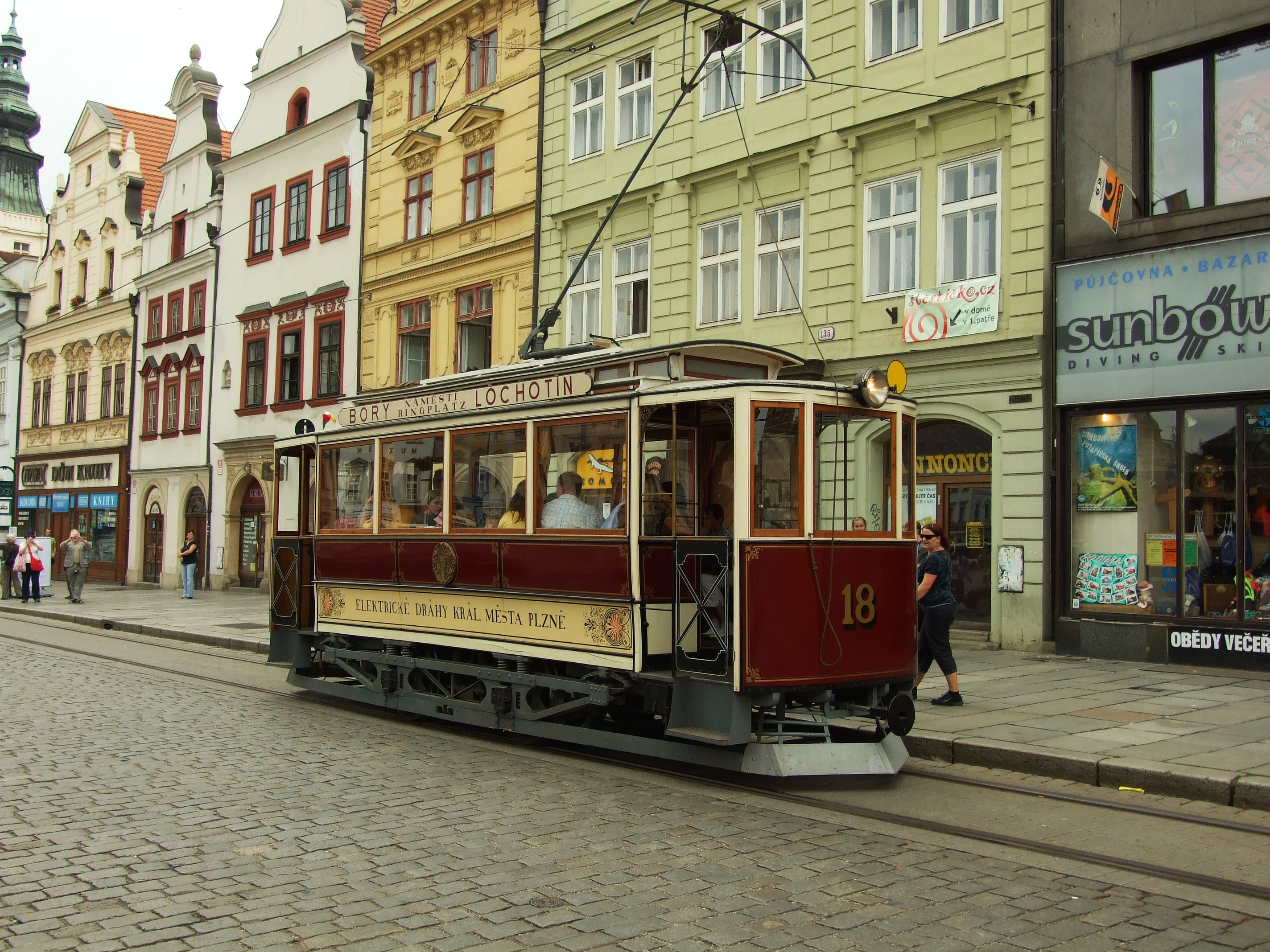
Brožík-Zeman-Křižík-Wagen von 1899
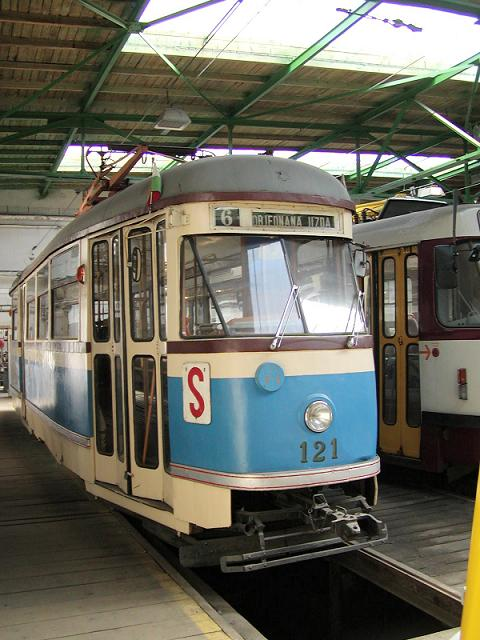
Tatra T1
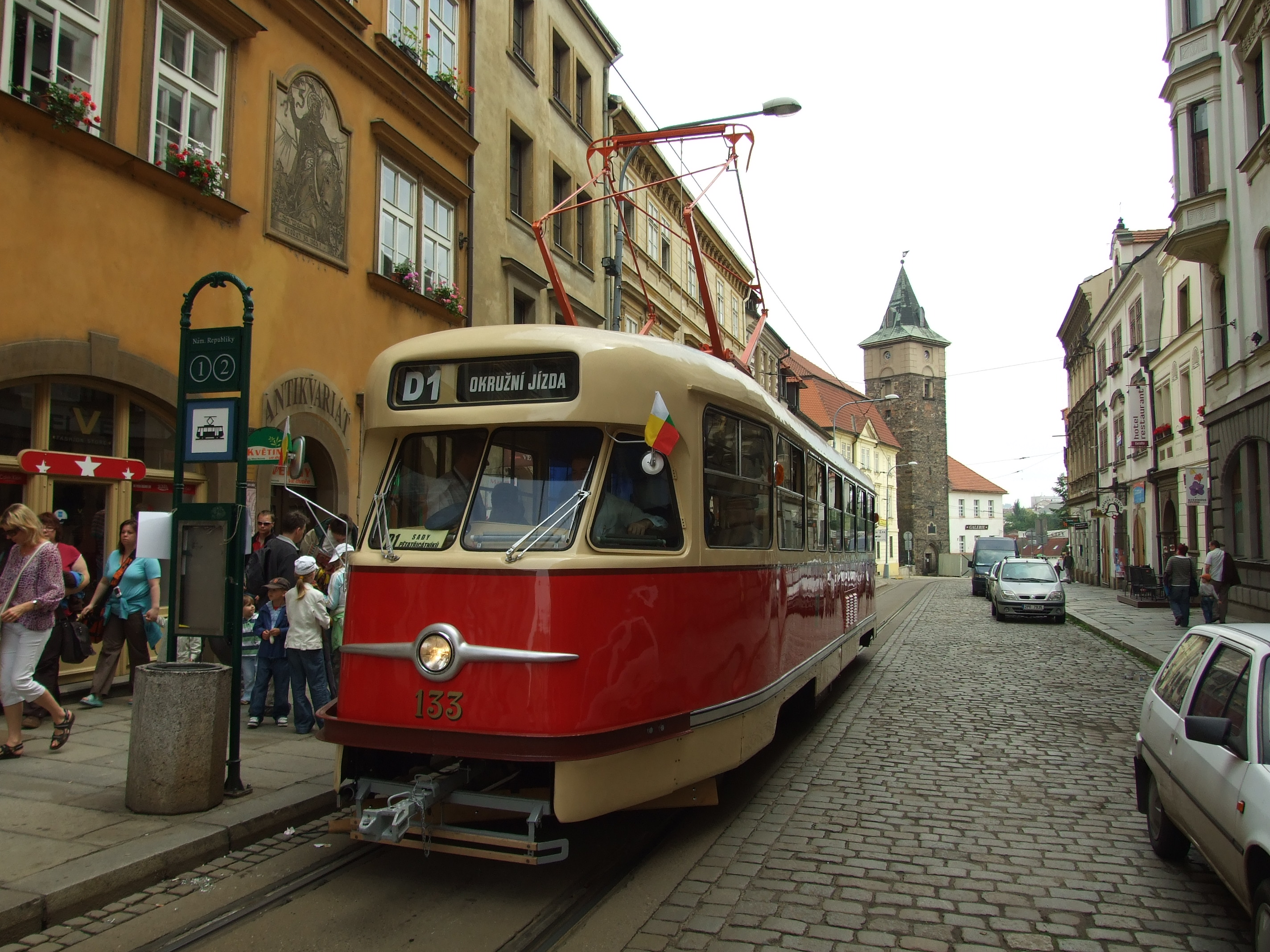
Tatra T2R
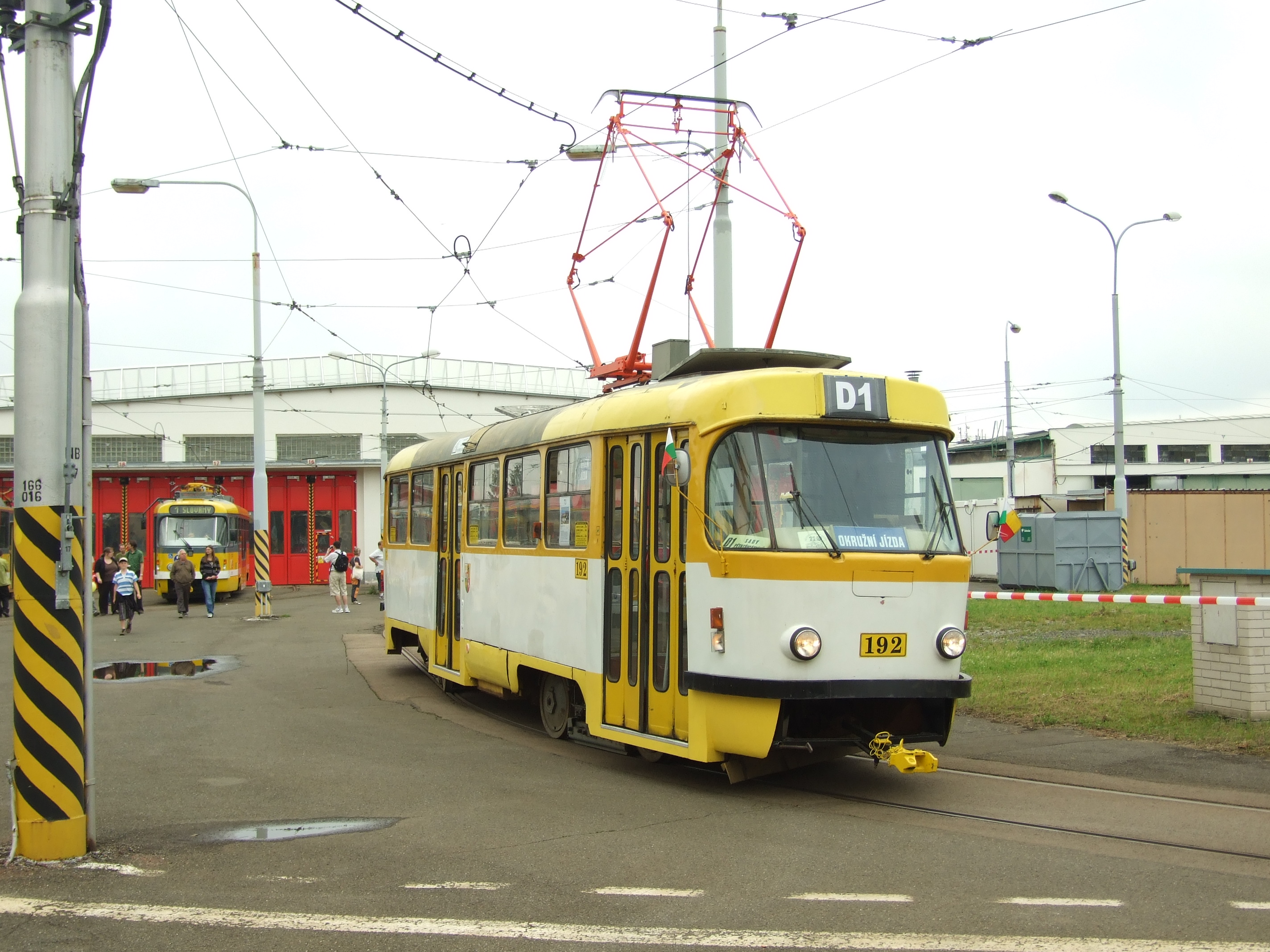
Tatra T3